# Junior Eurovision Song Contest 2025

Länder som provisoriskt bekräftat sitt deltagande.
Länder som har tävlat förut.

Junior Eurovision Song Contest 2025 planeras bli den 23:e upplagan av musiktävlingen Junior Eurovision Song Contest. Tävlingen kommer äga rum i Tbilisi, Georgien efter att landet vunnit tävlingen 2024 med "To My Mom" av Andria Putkaradze. Det kommer vara andra gången tävlingen anordnas i Georgien. Första gången var 2017 då tävlingen också hölls i Tbilisi.

## Plats
Till skillnad från Eurovision Song Contest får det vinnande landet från föregående års Junior Eurovision Song Contest inte automatiskt rätten att vara värd för nästa upplaga, men sedan 2019 har det vinnande landet haft förköpsrätt att vara värd för följande tävling. 2024 fick det franska TV-bolaget France Télévisions denna rätt men valde slutligen att avstå det.
Den 16 november 2024, efter segern i tävlingen 2024, uppgav chefen för Georgiens offentliga television (GPB), Tinatin Berdzenishvili, att bolaget skulle inleda samtal med EBU om att vara värd för tävlingen 2025. GPB meddelade kort efter tävlingen 2024 via sin officiella Facebooksida att 2025 års upplaga skulle hållas i landet, men EBU förnekade senare att de hade valt Georgien som värdland och uppgav att de skulle fatta ett beslut vid ett senare tillfälle.
Den 4 april 2025 nämnde det nederländska TV-bolaget AVROTROS i det första avsnittet av deras nationella uttagning till tävlingen att Junior Eurovision 2025 skulle äga rum i Georgien. Den 9 april publicerade Georgiens statliga upphandlingsmyndighet dokument som uppgav att den georgiska regeringen, EBU och GPB gemensamt hade kommit överens om att tävlingen skulle hållas i Tbilisi den 13 december 2025. Detta bekräftades och tillkännagavs av EBU och GPB den 13 maj 2025.

## Deltagande länder

### Provisorisk lista över deltagande länder
Till och med augusti 2025 har följande länder provisoriskt bekräftat sitt deltagande i tävlingen 2025:
| Land           | Artist           | Bidrag       | Språk    |
| -------------- | ---------------- | ------------ | -------- |
| Albanien       | Kroni Pula       | Fruta perime | Albanska |
| Armenien       |                  |              |          |
| Azerbajdzjan   |                  |              |          |
| Cypern         |                  |              |          |
| Frankrike      |                  |              |          |
| Georgien       |                  |              |          |
| Irland         |                  |              |          |
| Italien        |                  |              |          |
| Kroatien       | Marino Vrgoč     |              |          |
| Malta          |                  |              |          |
| Montenegro     |                  |              |          |
| Nederländerna  |                  |              |          |
| Nordmakedonien | Nela Mančeska    |              |          |
| Polen          | Marianna Kłos    |              |          |
| Portugal       | Inês Gonçalves   |              |          |
| San Marino     |                  |              |          |
| Spanien        | Gonzalo Pinillos |              |          |
| Ukraina        |                  |              |          |

## Övriga länder

### Aktiva medlemmar i EBU
- Belgien - Chefen för barnprogram på den flamländska sändaren Vlaamse Radio- en Televisieomroeporganisatie (VRT) meddelade den 22 maj 2024 att de övervägde att delta 2025. Den 3 januari 2025 meddelade VRT att de i princip var intresserade av att delta, men att de inte skulle återvända till tävlingen 2025 på grund av bristande budget.[10]
- Danmark - Marlene Boel, chef för barnprogram på DR, meddelade den 11 december 2024 att de inte skulle återvända till tävlingen 2025. Även om de såg att de förändringar som EBU hade gjort under de senaste åren var positiva, ville de fokusera på andra produktioner.[11]
- Estland - Den 11 december 2024 bekräftade ERR att Estland inte kommer delta i tävlingen 2025 på grund av budgetnedskärningar.[12] I april 2025 tillkännagav man att Estland framöver skulle delta i tävlingen vartannat år eftersom tävlingen Tähtede lava också arrangeras vartannat år.[13]
- Israel - Den israeliska TV-bolaget meddelade den 26 december 2024 att de inte skulle delta i tävlingen 2025, med hänvisning till höga kostnader och att man ville fokusera på lokala produktioner.[14]
- Lettland - Det lettiska TV-bolaget Latvijas Televīzija (LTV) meddelade den 7 januari 2025 att de inte skulle återvända till JESC under 2025 utan att ange några ytterligare skäl.[15] TV-bolaget uteslöt dock inte helt en återkomst i framtiden.[16]
- Litauen - Den 23 november 2023 meddelade det litauiska TV-bolaget LRT att de skulle överväga att delta i tävlingen 2025, förutsatt att sändningarna av tävlingarna 2023 och 2024 mottogs väl av publiken.[17] Kort efter finalen av 2024 års tävling meddelade LRT att inget beslut ännu hade fattats om deltagande 2025. Slutligen bestämde sig LRT för att inte delta i tävlingen 2025, men uppgav att de skulle fortsätta att övervaka det nationella intresset för tävlingen.[18]
- Schweiz - Den 2 mars 2025 meddelade SRG SSR att Schweiz inte skulle delta i Junior Eurovision Song Contest 2025. Istället skulle de fokusera på att vara värd för Eurovision Song Contest 2025.[19]
- Storbritannien - Den 11 juni 2025 meddelade BBC att de inte skulle delta i tävlingen 2025. Inga ytterligare skäl för beslutet angavs.[20]
- Sverige - SVT meddelade den 4 januari 2025 att de inte skulle återvända till tävlingen 2025 eftersom de ville fokusera på andra projekt.[21]
- Tyskland - Tyskland meddelade den 7 mars 2025 att det inte kommer delta i tävlingen 2025. Landet kommer däremot sända tävlingen.[22]
- Wales - Den 25 maj 2025 meddelade det walesiska TV-bolaget S4C att de inte skulle återvända till tävlingen.[23]

### Associerade EBU-medlemmar
- Australien - Den 20 mars 2025 tillkännagavs det att både Special Broadcasting Service (SBS) och Australian Broadcasting Corporation (ABC) hade beslutat att inte delta i tävlingen.[24]
- Kazakstan - Den 12 juni 2025 tillkännagavs det att Kazakstan inte skulle delta i tävlingen 2025 med anledning av den höga kostnaden för att delta. TV-bolaget uteslöt dock inte en återkomst i framtiden.[25]

### Icke EBU-medlemmar
- Belarus - Den 1 juli 2021 stängde EBU av det belarusiska TV-bolaget BTRC. Därför är en återkomst till tävlingen utesluten.[26]
- Ryssland - Den 26 maj 2022 uteslöts alla ryska TV-bolag från EBU med anledning av invasionen av Ukraina vilket utesluter en återkomst i tävlingen.[27]